# مقاطعة رودبار جنوب
مقاطعة رودبار جنوب(بالفارسية: شهرستان رودبار جنوب)، هي مقاطعة في محافظة كرمان في إيران. عاصمة المقاطعة هي رودبار. انفصلت عن مقاطعة كهنوج في عام 2005م. في تعداد عام 2006م، بلغ عدد سكان المقاطعة 86,747 نسمة في 17,364 عائلة. تنقسم المقاطعة إلى ناحيتين: الناحية المركزية وناحية جزموريان. وفي المقاطعة مدينة واحدة هي: رودبار.